# Juan Merchan
Juan Manuel Merchan (né en 1962 ou en 1963, sa date de naissance n'étant pas précise, selon les observations faites par la presse aux États-Unis)  est un juge américain, d'origine colombienne. Après avoir été procureur, il est juge par intérim à la Cour suprême de l'État de New York, dans le comté de New York (Manhattan). Il préside le procès pénal de 2024 de l'ancien président américain Donald Trump, au terme duquel Trump est reconnu coupable par un vote unanime des douze membres du jury.

## Biographie
Juan Merchan nait à Bogota, en Colombie. Il rejoint New York à l'âge de six ans et grandit à Jackson Heights, dans le Queens.⁣  Il est le plus jeune d'une famille de six enfants. Son père est officier de l'armée colombienne. Il étudie l'administration des affaires au Baruch College de Manhattan (diplôme en 1990) puis le droit au sein de la  Maurice A.Dean Scholl of Law. Il obtient son Juris Doctor de l'Université Hofstra à Long Island en 1994. Il est le premier membre de sa famille à aller à l'université.

## Procureur
En 1994, il commence sa carrière comme procureur adjoint au bureau du procureur du district de Manhattan. Il travaille dans la Division de première instance et la Division des enquêtes du bureau, poursuivant les fraudes financières. De 1999 à 2006, il travaille pour le bureau du procureur général de l'État de New York, d'abord comme procureur général adjoint chargé de la région du comté de Nassau (1999-2006).

## Juge
Il devient juge en 2006 lorsque le maire de la ville de New York , Michael Bloomberg, le nomme au tribunal de la famille de la ville de New York, dans le comté du Bronx. Il y reste jusqu'en 2009. La juge administrative en chef, Ann Pfau, le nomme juge par intérim à la Cour suprême de New York,  pour les affaires relevant au sein du comté de New York, en matière pénale, en 2009, poste qu'il occupe depuis lors. Il est chargé des procès criminels. Il est simultanément juge à la Cour des réclamations de New York jusqu'en 2018, nommé à ce poste par le gouverneur David Paterson en 2009.

### Premier procès pénal d'un ex-président
Il est le juge dans l'affaire The People of the State of New York c. Donald J. Trump, concernant l'ancien président américain Donald Trump, inculpé pénalement de 34 chefs d'accusation. Il est le premier juge de l'histoire à présider un procès pénal contre un ancien président américain. L’acte d’accusation de Trump est prononcé par un grand jury le 30 mars 2023,. Trump plaide non coupable. Le procès débute le 15 avril 2024. Le 30 avril, il condamne Trump pour outrage au tribunal.
Au cours du procès, l'ancien président Donald Trump qualifie la fille du juge, qui dirige une agence de marketing numérique qui travaille avec des candidats du Parti démocrate et des organisations à but non lucratif,,, de « haineuse enragée de Trump, qui a admis avoir eu des conversations avec son père à propos de moi". Trump demande la récusation du juge mais les procureurs estiment que les allégations de Trump équivalent à une "chaîne d'insinuations [qui] est loin des preuves" et le juge ne s'est pas récusé.
Les réactions à la gestion par Merchan de ce procès Trump ont été nombreuses et variées. Par exemple, le 21 mai 2024, la députée Elise Stefanik de New York a déposé une plainte éthique contre Merchan, alléguant un conflit d'intérêts. L'avocat et commentateur juridique Elie Honig a écrit que, d'une manière générale, « le juge Merchan a fait un travail exceptionnel en dirigeant ce procès jusqu'à présent » et qu'il est un « juriste tout à fait impressionnant » mais qu'il devrait néanmoins se récuser. Le 30 mai 2024, le jury unanime condamne Trump, pour tous les chefs d'accusation. Selon le droit américain qui distingue la phase du procès (trial) de celle du prononcé de la sentence (sentencing (en)), le juge Merchan doit fixer la peine de Trump le 11 juillet 2024.

### Autres décisions
En 2011, Merchan préside dans l'affaire relative à un sergent de la police de New York, William Eiseman, qui a admis avoir mené des fouilles illégales puis avoir menti sur ses actions devant le tribunal. Eiseman plaide coupable de parjure. Merchan le condamne à 24 jours de prison . Eiseman perd son traitement,.
En 2012, Merchan préside le procès pénal contre Anna Gristina, accusée d'avoir exploité un réseau de prostitution haut de gamme dans l'Upper East Side,. Gristina et un coaccusé ont été arrêtés en février 2012, après une enquête menée par le bureau du procureur de Manhattan. Mercan fixe la caution à 2 millions de dollars ou 1 million de dollars en espèces. Comme Gristina n'est pas en mesure de payer ce montant, elle est détenue à la prison de Rikers Island pendant quatre mois. La Division d'appel abaisse la caution de Gristina à 250 000 $ ou 125 000 $ en espèces, à condition qu'elle renonce à son passeport et qu'elle soit surveillée électroniquement. Gristina plaide coupable de promotion de la prostitution. Merchan la condamne à six mois de prison, peine déjà purgée en raison des quatre mois que Gristina a déjà passés à la prison de Rikers Island avant d'être libérée sous caution,.
Fin 2022, Merchan préside le procès pénal de cinq semaines de la Trump Organization. L'organisation est reconnue coupable de 17 chefs d'accusation de fraude fiscale. Merchan préside le procès pénal de l'ancien directeur financier de Donald Trump, Allen Weisselberg, qui plaide coupable pour son rôle dans le montage de la fraude fiscale qui a duré 15 ans,. Weisselberg admet avoir éludé l'impôt en acceptant 1,7 million de dollars en compensation officieuse et conclut un accord de plaidoyer dans lequel il témoigne contre la Trump Organization,  contribuant à obtenir la condamnation de l'entreprise. Merchan condame Weisselberg à cinq mois à la prison de Rikers Island et déclare qu'il aurait imposé une peine beaucoup plus longue sans " plea bargaining ". Merchan est chargé de présider le procès pénal de Steve Bannon, ancien conseiller de Trump, inculpé en septembre 2022 pour fraude et blanchiment d'argent en lien avec un stratagème de collecte de fonds. L’affaire, qui devait être jugée en mai 2024, est reportée à septembre 2024 , puis au 26 novembre, soit plusieurs semaines après l’élection présidentielle.

## Opinions politiques
Lors de l'élection présidentielle américaine de 2020, il a fait don de 15 $ à la campagne du candidat démocrate Joe Biden, de 10 $ au Progressive Turnout Project et de 10 $ à Stop Republicans, programme dépendant du précédent. Selon le New York Times, Merchan a été républicain dans le passé.